# مدینا، شهرستان زاپاتا، تگزاس
مدینا (به انگلیسی: Medina) یک منطقهٔ مسکونی در ایالات متحده آمریکا است که در شهرستان زاپاتا، تگزاس واقع شده‌است. مدینا ۴٫۶ کیلومتر مربع مساحت و ۳٬۹۳۵ نفر جمعیت دارد و ۱۲۱ متر بالاتر از سطح دریا واقع شده‌است.